# خیابان اندوه
خیابان بی‌نشاط (به آلمانی: Die freudlose Gasse) که در آمریکا با نام خیابان اندوه (انگلیسی: The Street of Sorrow) اکران شد، یک فیلم درام به کارگردانی گئورگ ویلهلم پابست محصول سال ۱۹۲۵ است که بر پایهٔ رمانی از هوگو بتار ساخته شد. از بازیگران آن می‌توان به ورنر کراوس، گرتا گاربو و آستا نیلسن اشاره کرد.
خیابان اندوه از نخستین فیلم‌های جنبش عینیت نو به‌شمار می‌رود و روایتی اخلاقی است که طی آن زنِ غلتیده در ورطهٔ گناه رنج می‌برد و زنِ پاکدامن رستگار می‌شود.